# Neues von der Katze mit Hut (Buch)
Neues von der Katze mit Hut ist ein Kinderbuch des Autoren-Ehepaars Desi und Simon Ruge und erschien 1984 im Verlag Beltz & Gelberg. Es stellt die Fortsetzung von Katze mit Hut dar. Das Buch erschien ein Jahr nach der gleichnamigen Fernsehproduktion der Augsburger Puppenkiste.

## Inhalt

### Kapitel 1. Die schläfrige Geschichte
Kurz nach Weihnachten werden die Hausbewohner von einer starken Schläfrigkeit befallen, was Herrn Maulwisch Sorgen bereitet. Um dem entgegenzuwirken, wird ein aus Schnee gebautes Huhn im Garten von den Gebrüdern Erbsenstein zum Wecker umfunktioniert. Das Ziehen an einer Schnur, die mit dem Inneren des Huhns verbunden ist, löst darin ein lautes Geräusch aus. Das Lama wird zum „kakeln“ verpflichtet, da es die Schnur aufgrund seiner Größe am besten erreicht. Es nimmt diese Aufgabe aber zu ernst, wodurch an einen ungestörten Tagesablauf nicht mehr zu denken ist. Eines Nachts reißt die Schnur jedoch. Kurz darauf hängt ein Schild am Huhn, auf dem die Hausbewohner aufgefordert werden, leise zu sein, da ein gewisser Bogumil darin Winterschlaf hält. Versuche, dessen Identität herauszubekommen scheitern und als das Huhn schmilzt, verschwindet Bogumil.

### Kapitel 2. Die glatte Geschichte
Die Katze besucht wieder eine reiche Witwe, um ihr vorzulesen. Sie erhält dafür mehrere Schmalzkuchen und packt diese für die Mitbewohner ein. Auf dem Heimweg wird die Katze aber von einem plötzlichen Glatteis überrascht und kann sich nur mit Not unfallfrei durch die Straßen bewegen. Dabei begegnet sie mehreren ungewöhnlichen Personen, u. a. einem Apotheker, einem Schaf und dem Weltuntergangsschuster, einem verrückten Schuster, der regelmäßig und lautstark das Ende der Welt verkündet. Die Katze landet in einer Kellerkneipe und kann nur knapp dem katzenhassenden Katzen-Bolle entwischen. Letztlich erreicht sie ein Möbelhaus und wird von der Katze, die dort Nachtwache hält, aufgenommen. Am Morgen kann sie auf dem Streufahrzeug nach Hause fahren. Da sie während ihres Abenteuers aber verschiedenen Leuten Schmalzkuchen angeboten hat, bekommt jeder ihrer Mitbewohner nur noch einen halben.

### Kapitel 3. Die sausige Geschichte
Als der Frühling eintrifft, fühlen sich alle Hausbewohner ungewöhnlich motiviert und wie in Ekstase. Dieses Gefühl beschleicht jedoch auch den Riesen Saratowski, der in einem Naturschutzpark in der Nähe von Stackeln an der Kruke lebt und seine Tage vor allem mit dem Schnitzen von übergroßen Holzlöffeln zubringt. Die „Sausigkeit“ veranlasst ihn, in die Stadt zu kommen, wo er im Garten der Backpflaumenallee 17 Rast macht. Die Bewohner sorgen sich jedoch, dass der Riese versehentlich Schaden anstellen könnte und versuchen, ihn zur Umkehr zu bewegen. Nachdem dies zunächst erfolglos bleibt, befördern die Erbsensteins mit einem Katapult selbstentwickelte Heimwehpillen in Saratowskis Mund. Sie wirken und mit einem hochgehaltenen Laken als Wegweiser zeigen die Bewohner dem weinenden Riesen den Heimweg an. Er verlässt daraufhin tatsächlich den Garten.

### Kapitel 4. Die Vizekatzengeschichte
Herr Maulwisch besucht das Haus, jedoch ist die Katze gerade einkaufen. Das Huhn Marianne unterhält ihn aber zu seiner vollsten Zufriedenheit, sodass er sie anerkennend „Vizekatze“ nennt. Kapitän Knaak ist über diese Bezeichnung beleidigt und verlässt nach einem Streit das Haus. Kurz darauf trifft der Vertreter Herr Dotterstecker ein und versucht Marianne Versicherungen aufzuschwatzen. Sie kann ihn mit dem Hinweis, dass ein Hund im Haus lebt, aber vertreiben. Wenig später betritt Schorsch Klingelmann das Haus, ein Affe, der als fahrender Kleinwarenhändler auftritt, seine Kundschaft jedoch ausrauben möchte. Als er Marianne fesselt und in eine Schachtel steckt, kommt ihr der Stolpervogel zur Hilfe und vertreibt den Eindringling. In diesem Moment treffen auch die Katze und wenig später Kapitän Knaak ein. Dieser hat aufgrund des Streits eine Stelle am Güterbahnhof angenommen. Die Katze führt im jedoch vor Augen, dass die unerwünschte Besuche nur seiner Abwesehenheit geschuldet waren. Die Bewohner vertragen sich wieder und die Katze sagt für ihn beim Bahnhof ab.

### Kapitel 5. Die Ganz-zu-letzt-Geschichte
Die Katze beschließt ein Fest zu feiern, um die allgemeine Eintönigkeit zu vertreiben. Da niemand im Haus ihren bzw. seinen Geburtstag kennt, wird die Feier als allgemeines Geburtstagsfest geplant. Für jeden Bewohner wird ein Geschenk besorgt und Herr Maulwisch als Gast eingeladen. Dieser bringt zum Kaffeetrinken ebenfalls ein Geschenk in Form einer Rutschbahn mit. Alle Bewohner sind glücklich, nur die Katze fürchtet sich davor. Nachdem aber selbst Herr Maulwisch die Rutsche benutzt, überwindet sich die Katze. In der kommenden Nacht erhält auch der Hundertfuß Gelegenheit, die Rutsche auszuprobieren.

## Ausgaben und Adaptionen
Das Buch erschien seit 1984 in mehreren Ausgaben sowie 1990 und 2005 zusammen mit dem Vorgängerband. Es wurde außerdem auf Japanisch verlegt. Die originalen Illustrationen stammen, wie auch beim ersten Teil, von Helga Gebert. Das Werk wurde 2007 außerdem zum Hörbuch verarbeitet. 